# Hugo Herrestrup
Hugo Herrestrup, född 29 januari 1933, död 22 september 2009, var en dansk skådespelare.

## Roller i urval
- 1953 – Far till fyra
- 1960 – Frihetskämpar
- 1962 – Weekend
- 1963 – Lilla helgonet
- 1965 – Sjutton
- 1966 – Vår fantastiska dadda
- 1970 – Husarernas mandomsprov
- 1978 – Du står inte ensam
- 1978 – Strandfyndet (TV-serie)